# TV-Media
TV-Media (Schreibweise im Logo: tv-media bzw. tvmedia mit Erdkugel zwischen v und m) ist eine österreichische Programmzeitschrift, die 1995 von Wolfgang Fellner gegründet wurde und Teil der NEWS-Verlagsgruppe ist. Sie ist mit einer Reichweite von 8,8 % und 658.000 täglichen Lesern laut Arbeitsgemeinschaft Media-Analysen MA 2017 – ÖAK 2.HJ 2017 das meistgelesene TV-Magazin Österreichs. Außerdem ist es mit einer verkauften Auflage von 170.095 und 109.958 Abonnenten laut Österreichischer Auflagenkontrolle (ÖAK) im 2. Halbjahr 2017 das am häufigsten abonnierte Magazin in Österreich. TV-Media erscheint wöchentlich jeweils am Mittwoch.

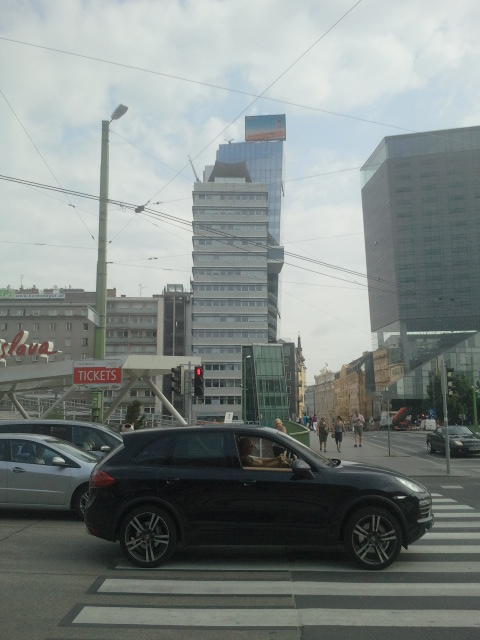
Gebäude der NEWS-Verlagsgruppe

## Rubriken
Das Magazin beinhaltet verschiedenste Themengebiete. Darunter befinden sich Kolumnen der Mitarbeiter, Interviews, Vorschauen, Kino-Kritiken usw. Diese Rubriken lauten wie folgt:
- Medien: Was Sie übers Fernsehen wirklich wissen müssen
- Serien: Jede Woche aktuell: News, Trends & Kultiges
- Mediathek: Jede Woche aktuell: Die Hightech-News
- Kino: Was sich auf der Leinwand und in den Studios tut
- Hollywood: Das Neueste aus Hollywood

## Veränderungen
Im November 2017 kreierte die LOWE GGK eine neue Kampagne für TV-Media. In der neuen Kampagne „Nichts verpassen“ wurde auch der Claim weiterentwickelt: aus „Einfach fernsehen“ wurde „Besser fernsehen“.